# Оксид марганцю(III)
Окси́д ма́рганцю(III), ма́нган(III) окси́д — неорганічна сполука, оксид складу Mn2O3. Являє собою чорні, парамагнітні кристали. Сполука нерозчинна у воді, проявляє осно́вні та дуже слабкі кислотні властивості.
У природі поширений у вигляді мінералів манганіту, брауніту, біксбіїту.

## Поширення у природі

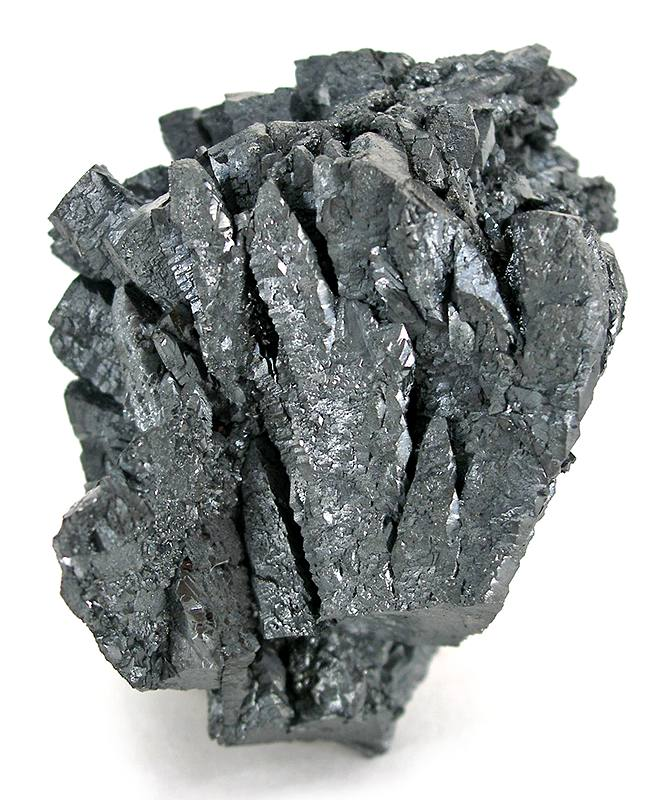
Мінерал манганіт

Оксид марганцю(III) не зустрічається в природі у вільному стані, але входить до складу інших сполук. Так, найпростішою з утворюваних сполук є гідрат оксиду Mn2O3·H2O, поширений у вигляді мінералу манганіту.
Разом із оксидом марганцю(II) Mn2O3 входить до складу брауніту MnIIMnIII6SiO12. Іншим поширеним мінералом є біксбіїт (MnII,FeII)2O3 (до 82,5% Mn2O3)

## Фізичні властивості
Оксид марганцю являє собою парамагнітні чорні кристали, нерозчинні у воді та лугах. При температурі понад 940 °C частково розкладається із утворенням змішаного оксиду MnO·Mn2O3.
Оксид кристалізується у двох модифікаціях: α-Mn2O3 та γ-Mn2O3.

## Отримання
Методи отримання оксиду Mn2O3 відрізняються в залежності від необхідної модифікації сполуки.
α-Модифікація оксиду марганцю(III) утворюється при окисненні MnO. Першопочатково в цій реакції утворюється оксид MnO2, який за підвищення температури розкладається із утворенням Mn2O3:
{\displaystyle \mathrm {2MnO+O_{2}{\xrightarrow {300-500^{o}C}}2MnO_{2}} }
{\displaystyle \mathrm {4MnO_{2}{\xrightarrow {530-585^{o}C}}2Mn_{2}O_{3}+O_{2}} }
Та сама модифікація утворюється при прокалюванні солей MnCO3, Mn(NO3)2 на повітрі або галогенідів марганцю(II) у струмені кисню. α-Форму можна синтезувати і тривалим нагріванням γ-модифікації.
{\displaystyle \mathrm {2MnCO_{3}+O_{2}{\xrightarrow {600-800^{o}C}}Mn_{2}O_{3}+CO+CO_{2}} }
{\displaystyle \mathrm {4Mn(NO_{3})_{2}{\xrightarrow {600-800^{o}C}}2Mn_{2}O_{3}+8NO_{2}+O_{2}} }
{\displaystyle \mathrm {4MnCl_{2}+3O_{2}{\xrightarrow {700^{o}C}}2Mn_{2}O_{3}+4Cl_{2}} }
γ-Модифікація утворюється при нагріванні γ-MnO2 протягом 78 годин при 500 °C або гідрату Mn2O3·H2O при 250 °C у вакуумі протягом 72 годин:
{\displaystyle \mathrm {4MnO_{2}{\xrightarrow {500^{o}C}}2Mn_{2}O_{3}+O_{2}} }
{\displaystyle \mathrm {Mn_{2}O_{3}\cdot H_{2}O{\xrightarrow {250^{o}C,vacuum}}Mn_{2}O_{3}+H_{2}O} }

## Хімічні властивості
Оксид марганцю(III) не розчиняється у воді, за тривалого нагрівання може окиснюватися до MnO2:
{\displaystyle \mathrm {2Mn_{2}O_{3}+O_{2}{\xrightarrow {300^{o}C}}4MnO_{2}} }
При високій температурі частково розкладається з утворенням змішаного оксиду MnO·Mn2O3:
{\displaystyle \mathrm {Mn_{2}O_{3}{\xrightarrow {940-1090^{o}C}}Mn_{3}O_{4}} }
Mn2O3 проявляє осно́вні властивості, а також дуже слабки кислотні. Він взаємодіє з кислотами та деякими кислотними оксидами. У розведених кислотах-окисниках манган диспропорціонує на солі Mn(II) та нерозчинний оксид Mn(IV).
{\displaystyle \mathrm {Mn_{2}O_{3}+6HCl(conc.){\xrightarrow {}}2MnCl_{2}+Cl_{2}+3H_{2}O} }
{\displaystyle \mathrm {Mn_{2}O_{3}+3H_{2}SO_{4}(conc.){\xrightarrow {}}Mn_{2}(SO_{4})_{3}+H_{2}O} }
{\displaystyle \mathrm {Mn_{2}O_{3}+H_{2}SO_{4}{\xrightarrow {}}MnSO_{4}+MnO_{2}+H_{2}O} }
{\displaystyle \mathrm {Mn_{2}O_{3}+2HNO_{3}{\xrightarrow {boiling}}Mn(NO_{3})_{2}+MnO_{2}+H_{2}O} }
{\displaystyle \mathrm {2Mn_{2}O_{3}+4SO_{2}{\xrightarrow {}}4MnS+5O_{2}} }
При сплавленні із багатьма оксидами металів утворюються манганіти типу шпінелі MeII[MeIII2O4] або перовськіту MeIII[MeIIIO3]. До таких сполук відносяться Zn[Mn2O4], Co[Mn2O4], La[MnO3] тощо.
Оксид марганцю відновлюється воднем, алюмінієм, оксидом вуглецю до металу:
{\displaystyle \mathrm {Mn_{2}O_{3}+3H_{2}{\xrightarrow {300-800^{o}C}}2Mn+3H_{2}O} }
{\displaystyle \mathrm {Mn_{2}O_{3}+2Al{\xrightarrow {800^{o}C}}2Mn+Al_{2}O_{3}} }
{\displaystyle \mathrm {Mn_{2}O_{3}+3CO{\xrightarrow {600^{o}C}}2Mn+3CO_{2}} }